# MINOS1-NBL1
MINOS1-NBL1 (англ. Neuroblastoma 1, DAN family BMP antagonist) – білок, який кодується однойменним геном, розташованим у людей на 1-й хромосомі. Довжина поліпептидного ланцюга білка становить 181 амінокислот, а молекулярна маса — 19 408.
| 10         |  | 20         |  | 30         |  | 40         |  | 50         |
| ---------- |  | ---------- |  | ---------- |  | ---------- |  | ---------- |
| MMLRVLVGAV |  | LPAMLLAAPP |  | PINKLALFPD |  | KSAWCEAKNI |  | TQIVGHSGCE |
| AKSIQNRACL |  | GQCFSYSVPN |  | TFPQSTESLV |  | HCDSCMPAQS |  | MWEIVTLECP |
| GHEEVPRVDK |  | LVEKILHCSC |  | QACGKEPSHE |  | GLSVYVQGED |  | GPGSQPGTHP |
| HPHPHPHPGG |  | QTPEPEDPPG |  | APHTEEEGAE |  | D          |  |            |

A: Аланін

C: Цистеїн

D: Аспарагінова кислота

E: Глутамінова кислота

F: Фенілаланін

G: Гліцин

H: Гістидин

I: Ізолейцин

K: Лізин

L: Лейцин

M: Метіонін

N: Аспарагін

P: Пролін

Q: Глутамін

R: Аргінін

S: Серин

T: Треонін

V: Валін

W: Триптофан

Задіяний у такому біологічному процесі, як альтернативний сплайсинг. 
Секретований назовні.